# Гематомиелия
Гематомиелия — кровоизлияние в вещество спинного мозга. Наиболее частой причиной возникновения является травма, но гематомиелия может быть и следствием сильного мышечного напряжения, разрыва аневризмы сосудов спинного мозга.

## Клинические проявления
Развивается в течение нескольких минут, наблюдается диссоциированные расстройства чувствительности, атрофические параличи, что обусловлено локализацией гематомиелии, серое вещество, задние рога, область центрального канала. В первые дни при больших кровоизлияниях может наблюдаться картина поперечного поражения спинного мозга. Восстановление утраченных функций обычно начинается с второй или третьей недели. Следует дифференцировать гематомиелию и компрессию спинного мозга.

## Лечение
Покой, гемостатические средства (викасол, хлористый кальций) дегидратация. При нарастании симптомов сдавливания спинного мозга проводят декомпрессивную ламинэктомию на соответствующем уровне.